# Dodona
Dodona (en griego dórico: Δωδώνα, Dodona, griego jónico y griego ático: Δωδώνη, Dodone) fue una ciudad-santuario en la antigua Grecia, célebre por contar con el más antiguo oráculo griego. Situado al pie del monte Tomaro, en Epiro, una región alejada de las principales polis griegas, se consideraba superado solo por el oráculo de Delfos en prestigio.
Su situación era privilegiada, cerca del río Aqueloo, el más caudaloso de Grecia, navegable durante algunos km. Se sabe que el lugar tenía ya actividad en los tiempos de la Edad del Bronce.
Los primeros relatos de Homero describen a Dodona como un oráculo de Zeus, aunque a través de otras fuentes se conoce que aquí también se veneraba a Dione, Temis, Apolo, Afrodita y Heracles.
Aristóteles consideró que la región alrededor de Dodona había sido parte de la región donde se originaron los helenos. El oráculo estuvo primero bajo el control de los tesprotos antes de pasar a manos de los molosos. Así, fue el centro político y religioso de la Liga de los Molosos y, después, de la Liga Epirota. Siguió siendo un santuario religioso importante hasta el surgimiento del cristianismo en la  época romana. 

## El oráculo

### Orígenes legendarios

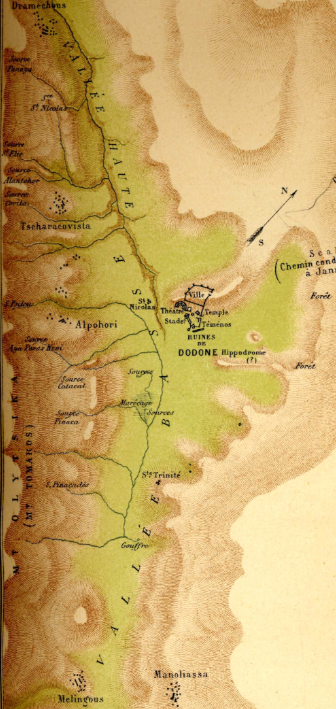
El valle de Dodona en la época de las primeras excavaciones (Karapanos 1878, pl. I, detalle).

El oráculo de Dodona aparece citado por Homero en la Ilíada XVI, 233-35. El poeta lo relaciona con el mundo de los pelasgos, aquel pueblo primitivo considerado como el primero que ocupó Grecia y que habitó en la ciudad de Dodona entre otras. 

Ζεῦ ἄνα Δωδωναῖε Πελασγικὲ τηλόθι ναίων / Δωδώνης μεδέων δυσχειμέρου, ἀμφὶ δὲ Σελλοὶ / σοὶ ναίουσ’ ὑποφῆται ἀνιπτόποδες χαμαιεῦναι
¡Zeus omnipotente, dodoneo, dios lejano, pelásgico, / que reinas sobre Dodona, en ese rudo país de los selos, tus intérpretes, / que no se lavan los pies y duermen en el suelo!
Homero, Ilíada XVI,231-235

Esta relación del oráculo con los pelasgos también aparece en Estrabón, que cita a Eforo de Cime como fuente, e indica que Dodona fue construida por los pelasgos.
Otro pasaje de la Ilíada donde se menciona Dodona está dentro del Catálogo de las naves (II, 749-750):

το δ’ Ἐνιῆνες ἕποντο μενεπτόλεμοί τε Περαιβοὶ'/ οἳ περὶ Δωδώνην δυσχείμερον οἰκί’ ἔθεντο
le acompañaban los enianes, los valientes perebos, / que se establecieron en el áspero país de Dodona

Sin embargo, según Estrabón, en estos versos Homero se refiere a otro lugar llamado Dodona situado en Tesalia.
En la Odisea, XIV 327-330 también habla del lugar sagrado y de la importancia que tenía el árbol, el roble de Zeus. Al llegar el héroe Odiseo a Dodona, pidió un consejo al follaje divino del dios del oráculo (Zeus), para poder regresar a su tierra de Ítaca.

τὸν δ’ ἐς Δωδώνην φάτο βήμεναι, ὄφρα θεοῖο' / ἐκ δρυὸς ὑψικόμοιο Διὸς βουλὴν ἐπακούσαι / ὅππως νοστήσει’ Ἰθάκης ἐς πίονα δῆμον
dijo que [Odiseo] fue a Dodona / para aprender del gran roble la voluntad de Zeus / y para saber cómo entraría en la tierra de Ítaca
Homero, Odisea XIV,327, XIX,296-298

Por su parte Heródoto habla también del pueblo pelasgo y asegura que el oráculo de Dodona era el más antiguo que hubiera tenido nunca Grecia, y en su época era además el único. Heródoto cuenta que el oráculo de Dodona estaba relacionado con el de Tebas de Egipto y ofrece dos versiones:
- En Tebas fueron raptadas por los fenicios dos sacerdotisas. A una de ellas la mandaron a Libia donde fue vendida y a la otra a Dodona. Se supone que estas dos sacerdotisas fueron las primeras que instituyeron oráculos en estos dos lugares: el Amón en Egipto y el oráculo de Zeus en Dodona.
- Sobre la ciudad de Tebas volaron dos palomas. Una se dirigió a Libia y otra a Dodona. La paloma de Dodona se posó sobre un roble y desde allí expresó con voz humana que era necesario fundar en ese mismo lugar un oráculo al dios Zeus.[6]

El relato mitológico sirve, sobre todo, por el lazo que crea entre los dos grandes oráculos de Zeus, el de Amón en el oasis de Siwa en Libia, y el de Dodona.
Según Plutarco, la adoración de Júpiter (Zeus) en Dodona fue establecida por Deucalión y Pirra.
Según Nicholas Hammond, Dodona era un oráculo dedicado a una Diosa Madre (identificada en otros sitios con Rea o Gea, pero aquí llamada Dione) a quien se unió y en parte suplantó en tiempos históricos la deidad griega Zeus.

### Sacerdocio
Homero relaciona con Dodona a los selos (en griego, οι Σελλοί), que realizaban vaticinios. Indica que no se podían lavar los pies y tenían que dormir en el suelo. Píndaro los llamaba helos. También fueron llamados tomouroi, cuyo nombre deriva del monte Tomaro. Tomouroi también fue una lectura variante de un fragmento que se encuentra en la Odisea.
Por su parte Heródoto da mucha más importancia a las sacerdotisas, intermediarias de los signos que el oráculo daba en contestación a las preguntas. Las sacerdotisas de Zeus en tiempos de Heródoto eran las tres peléades (en griego, αι πελειάδες) llamadas Promenia, Timárete y Nicandra. También aparecen sacerdotisas en Dodona en la obra fragmentaria Melanipa de Eurípides.
Según Estrabón, las profecías fueron originalmente pronunciadas por hombres, pero más tarde eran tres ancianas quienes deliberaban sobre las respuestas del dios, después de que Dione también hubiera sido asociada al templo de Zeus, salvo en el caso de que se tratara de beocios. A estos, eran varones los que les profetizaban.

### Vaticinios

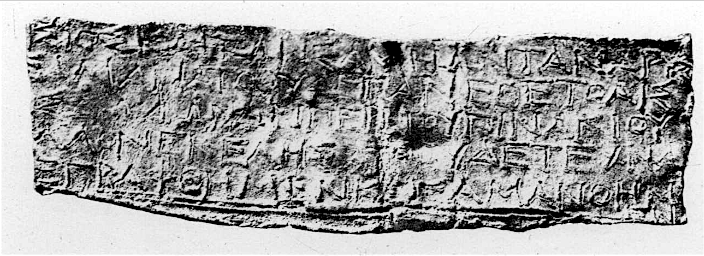
Inscripción oracular en una lámina de plomo (Karapanos 1878, pl. XL, 1).

Los oráculos en Dodona se realizaban interpretando los sonidos del roble sagrado y el vuelo o el gorjeo de las palomas. Este último procedimiento es la causa por la que a las sacerdotisas se las conociese también con el nombre de «peléades». A mediados del siglo IV a. C., el ateniense Demón cita otra tradición sobre el oráculo de Dodona: contaba que del techo del templo de Zeus colgaban una serie de calderos o trípodes muy juntos entre sí. Como el templo carecía de paredes, el viento golpeaba los calderos y su sonido era el que tenía que ser interpretado por los sacerdotes o las sacerdotisas.
La arqueología ha dado mucha información al hallar en este lugar bastante material sobre las preguntas hechas al dios, es decir sobre el oráculo. Se han encontrado abundantes láminas de plomo sobre las que están grabadas con estilete las preguntas de los consultantes. Sin embargo el material encontrado con las respuestas es bastante escaso; se supone que los consultantes se llevaban consigo la respuesta escrita que les serviría como testimonio de la merced divina. Las consultas halladas se refieren por lo general a asuntos cotidianos y domésticos, preguntas sobre la elección de matrimonio o de celibato, sobre la fecundidad o esterilidad, sobre la duda de que el hijo recién nacido sea legítimo, sobre el hecho de emprender un viaje a Siracusa, etc.
Algunos escritores de la Antigüedad cuentan que en los primeros tiempos, el oráculo ordenaba sacrificar una víctima al río Aqueloo, cada vez que contestaba una pregunta.

## Historia del santuario

### Edad del Bronce
La arqueología no ha aportado aún una respuesta satisfactoria a la fecha de construcción del oráculo. Los vestigios arqueológicos de ocupación más antiguos datan de la Edad del Bronce (2500-1200/1100 a. C.) En la Edad del Bronce Antiguo y Medio no hay hallazgos arquitectónicos y los restos son principalmente cerámica. En la Edad del Bronce Final se encuentran, además de restos de cerámica, armas, herramientas y joyas de bronce. En este último periodo se ha encontrado cerámica de procedencia micénica.
El culto al Zeus Dodoneo llegó a Epiro con los tesprotos en el periodo Heládico reciente, hacia 1200 a. C., pero anteriormente existía un culto ctónico prehelénico a una diosa de la abundancia y la fertilidad relacionada con las raíces del «Gran Roble». Las dos divinidades, el dios de la tormenta y el trueno, y la divinidad ctónica de la vegetación formaban en Dodona una pareja venerada bajo los nombres de Zeus Naios (literalmente «Zeus residente») y Dione Naia (la forma femenina del nombre Zeus), en relación con un roble sagrado.
Según algunos estudiosos, Dodona fue originalmente un oráculo de la Diosa Madre al que asistían sacerdotisas. Fue identificada en otros sitios como Rea o Gea. El oráculo también fue compartido por Dione (cuyo nombre simplemente significa "deidad"). En la época clásica, Dione fue relegada a un papel menor en otros lugares de la Grecia clásica, convirtiéndose en un aspecto de la consorte más habitual de Zeus, Hera, pero nunca en Dodona.

### Épocas arcaica y clásica

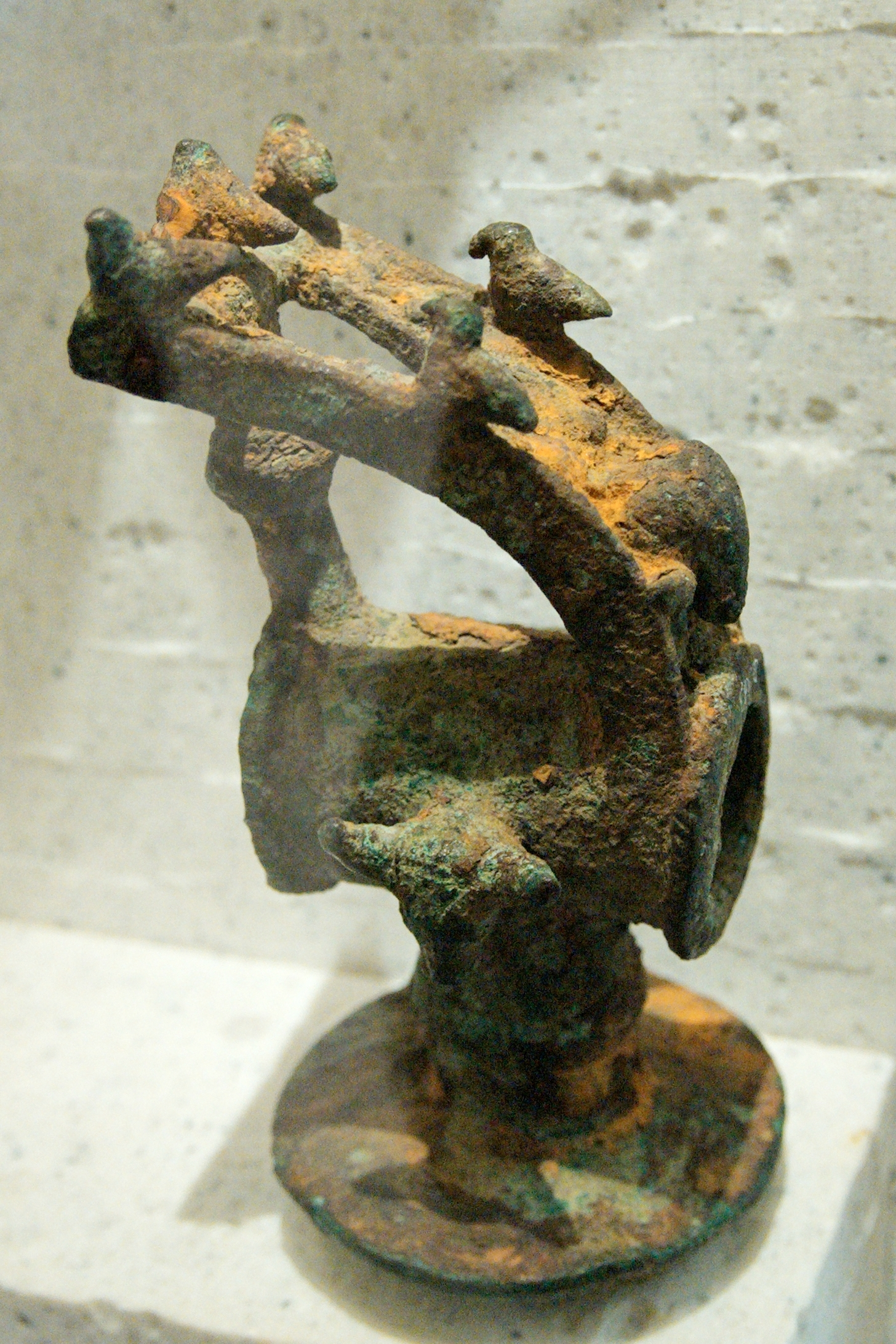
Martillo de sacrificio de Dodona. Bronce,, Museo del Louvre

Durante el período post-micénico (Edad Oscura griega), la evidencia de actividad en Dodona es escasa, pero hay una reanudación del contacto entre Dodona y el sur de Grecia durante el período arcaico (siglo VIII a. C.) con la presencia de ofrendas votivas de bronce (trípodes) de las ciudades del sur de Grecia. Los arqueólogos también han encontrado dedicatorias y objetos ilirios que fueron recibidos por el oráculo durante el siglo VII a. C. Hasta 650 a. C., Dodona era un centro religioso y oracular principalmente para las tribus del norte; solo después del 650 a. C. se volvió importante para las tribus del sur. Las primeras inscripciones halladas en el sitio datan de c. 550–500 a. C.
Las menciones del oráculo de Dodona en las obras de Homero, en particular en la Odisea, revelan que en su época existía una familiaridad con Dodona, y que se consideraba un lugar importante en el que era normal consultar a Zeus sobre algún problema de conducta personal.
Aunque nunca eclipsó al oráculo de Apolo en Delfos, Dodona ganó una reputación mucho más allá de Grecia. En la Argonautica de Apolonio de Rodas, un recuento de una historia más antigua de Jasón y los Argonautas, el barco de Jasón, el Argo, tenía el don de la profecía, porque contenía una madera de roble con espíritu de Dodona.
Zeus fue adorado en Dodona como «Zeus Naios» o «Naos» (dios del manantial debajo del roble en el témenos o santuario, cf. Náyade) y como «Zeus Bouleus» (Consejero).
Aunque estuviera alejado de las principales polis, el oráculo gozó de un gran renombre hasta el siglo VI a. C.: era consultado regularmente por los atenienses que enviaban una embajada anual. Sófocles lo menciona en Las traquinias (v. 1164 sq.) y Esquilo en su Prometeo encadenado (v. 829 sq.). Creso, rey de Lidia, consultaba a los célebres oráculos si debía o no declarar la guerra a Persia. La respuesta de Zeus Dodoneo no se conserva. La consulta se repite más tarde por los espartiatas Agesilao II y Lisandro. Lisandro intentó corromper a la sacerdotisa del oráculo para obtener una respuesta favorable a su consulta. La anécdota figura también en Plutarco (Vida de Lisandro), que cita a Éforo de Cime. Los corcireos (de la ciudad de Corcira en la isla de Corfú) también interrogaron para poder conseguir la paz y los caonios consultaron si era bueno desplazar el templo de Atenea.
Esta celebridad no se refleja en un proyecto arquitectónico ambicioso, contrariamente a lo que pasa con el oráculo de Delfos, que suplantó progresivamente a Dodona como sede principal de los oráculos para las ciudades griegas. En el siglo IV a. C., el santuario parece reducirse a un simple templo en torno al Roble sagrado. Según algunos arqueólogos, fue en el siglo IV a. C. cuando se añadió al sitio un pequeño templo de piedra de Dione.

### Periodo helenístico

Localización del santuario de Dodona entre los principales santuarios de la Antigua Grecia.

El apogeo del santuario se corresponde con el del reino de Epiro bajo el mandato de Pirro quien, entre 297 y 272 a. C., reconstruyó casi todos los edificios de Dodona, bajo un prototipo monumental más concorde con su papel de santuario nacional de Epiro: el templo de Zeus, el de Heracles y el de Temis gozaron de más anchura, así como los edificios cívicos, el Buleuterio y el Pritaneo. Fue también Pirro quien hizo construir el teatro para acoger los espectáculos dramáticos y musicales que acompañaban la fiesta de los Naia en honor de la tríada constituida por Zeus y sus dos compañeras, Dione y Temis.
La repentina muerte de Pirro en Argos en 272 a. C. y la debilidad del reino de Epiro que se hundía, absorbido por sus dos poderosos vecinos, Macedonia al este y Etolia al sur, provocaron el declive del santuario. Entre 219 y 218 a. C., es saqueado por los etolios bajo el mandato de su nuevo strategos, Dorímaco, que hizo destruir el templo de Zeus, pero parece ser que respetó el roble sagrado. El joven rey de Macedonia Filipo V, aliado con los epirotas, vengó el sacrilegio atacando salvajemente Termo, la capital federal etolia, el año siguiente (218). Con el botín tomado a los etolios hizo reconstruir el santuario de Dodona y añadió un estadio para los juegos anuales.
A pesar de todo, el santuario no se recuperó del saqueo etolio, es más, fue destruido nuevamente medio siglo más tarde, esta vez por los romanos, en la tercera guerra macedónica (168-167 a. C.).

### Época romana
Se encuentra de nuevo una mención del santuario en las fuentes que hablan de la invasión de Grecia por los ejércitos de Mitrídates VI en 88 a. C. Cuando Octavio se refugió en Epiro durante la guerra contra Marco Antonio en 31 a. C., probablemente hizo reconstruir en parte el santuario, el que el geógrafo contemporáneo Estrabón describe en ruinas. Fue también en la época imperial cuando el teatro fue convertido en circo. El emperador romano Adriano visitó el oráculo hacia 132, igual que Pausanias poco después. El festival de los Naia continuó siendo celebrado al menos hasta el año 240, cuando fue organizado por un sacerdote llamado Publio Memio León. En 362, el emperador Juliano consultó el oráculo antes de sus campañas militares contra los persas.
La ruina definitiva del oráculo llegó en 391, cuando el roble sagrado fue cortado debido al edicto de Teodosio I que prohibía los cultos paganos. Ello no significó el fin de la ocupación del lugar: la construcción, a partir de los restos del templo de Heracles, de una gran basílica paleocristiana del siglo V es testimonio de la ocupación de Dodona en la Antigüedad tardía; al igual que la mención de la ciudad en la lista de Hierocles (siglo VI), y la presencia de varios obispos de Dodona en los concilios ecuménicos, especialmente el de Éfeso en 431.

## Relación con el nombre de los helenos
Aristóteles (Meteorológicos, 352B) dice que la Hélade era como se llamaba originalmente el territorio en torno a Dodona y al río Aqueloo y dice que estaba habitada por "los selloi, y los que entonces se llamaban griegos, pero ahora helenos".
La lectura alternativa de Selloi es Helloi. Aristóteles usa claramente "Dodona" como la designación de todo el distrito en el que estaba situado el oráculo. Así pues, atribuye el origen de las palabras "helenos" y "Hélade" a Dodona.

## Organización del santuario

Plano del santuario de Dodona (según Dakaris 1996). El n.° 16 es la basílica cristiana que ocupa el sitio del antiguo templo de Zeus.

El santuario estuvo rodeado desde la segunda mitad del siglo IV a. C. por una muralla que prolongaba por el valle las fortificaciones de la acrópolis (número 1 del plano). Esta última englobaba la cima de la pequeña colina (de 350 m. de altitud) dominando el espacio. Construida con aparejo isódomo, la acrópolis fue refugio fortificado para la ciudad de los dodoneos. Tenía 10 torres cuadrangulares, accesible por dos entradas, una al noreste, la otra al sudeste. Poseía una cisterna para proporcionar agua a los habitantes en caso de sitio. A partir de los ángulos sudoeste y sudeste de la acrópolis, dos murallas descendían por el valle para incluir el área del santuario. Tres puertas estaban siempre abiertas, de las cuales dos, al este y al sur, estaban protegidas por torres. La puerta oeste (número 19 del plano) tuvo que ser desplazada más hacia el oeste (número 18 del plano) en la fase de agrandamiento del santuario a inicios del siglo III a. C., para dejar espacio suficiente para la construcción del Buleuterio (número 4 del plano) y del Pritaneo (número 6 del plano). La nueva muralla occidental (número 17 del plano) los rodeaba para acabar en el edificio conocido como casa de las sacerdotisas (número 5 del plano).

### Edificios de culto
Los diferentes monumentos del santuario estaban repartidos al pie de la colina en este espacio fortificado. En el centro se hallaba el témenos de Zeus Dodoneo, la Hiéra Oikia (griego antiguo |ἡ Ἱερά Οἰκία}}, «Casa sagrada»,(número 11 del plano), mencionado por Polibio. La fase monumental identificada más antigua es un pequeño templo rectangular (20,80 x 19,20 m) construido en la primera mitad del siglo IV a. C. al lado del roble sagrado, cuando los molosos tomaron el control del santuario tesproto. Hasta ese momento Zeus no contaba con un templo sino que su adoración se realizaba al aire libre y el roble estaba rodeado de una serie de trípodes que soportaban calderos de bronce en contacto los unos con los otros. Cuando entrechocaban, el sonido reverberaba. Este ruido que los sacerdotes interpretaban como el viento entre las hojas, manifestaba la voluntad de Zeus. Han sido encontrados fragmentos de calderos que se remontan al siglo VIII a. C., confirmando esta tradición y la antigüedad del oráculo.
A mediados del siglo VI a. C., el témenos es cerrado por un muro de mampostería. Los calderos dejaron su sitio a un dispositivo más sofisticado: encima de una columna se elevó una estatua de bronce representando a un joven (ofrenda de los corcireos) que sujetaba un látigo con tres cadenas de astrágalos. El viento agitaba las cadenas contra un caldero dispuesto también sobre una columna, produciendo un sonido continuo, que los sacerdotes interpretaban para responder a las preguntas que les planteaban. Las respuestas eran plasmadas en láminas de plomo; un gran número de ellas han sido sacadas a la luz

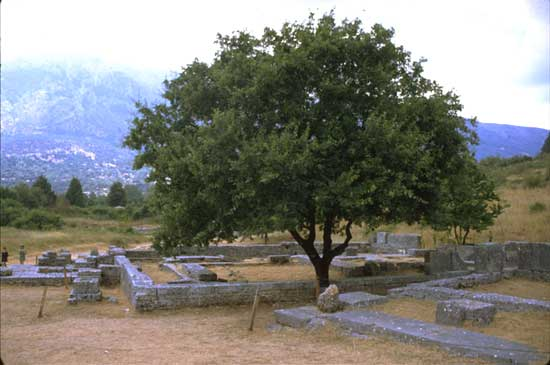
Témenos de Zeus Dodoneo.

Bajo el reinado de Pirro de Epiro, el muro de cierre fue reemplazado por un pórtico jónico en tres de los cuatro lados del patio, en forma de letra pi, rodeando el Roble. A modo de ofrenda de reconocimiento al dios, Pirro hizo suspender sobre las columnatas los escudos romanos capturados tras su victoria en Heraclea de Lucania en 280 a. C. El Museo Arqueológico Nacional de Atenas posee un trozo de uno de estos, identificado gracias a un fragmento de la inscripción. Reiteró este gesto en 274 a. C., después de una victoria sobre Antígono II Gónatas, atestiguado por una inscripción encontrada en el buleuterio. También Pausanias evoca este triunfo y describe la inscripción de la ofrenda de los escudos macedonios al Zeus de Dodona:

Éstos, en otro tiempo devastaron la tierra de Asia rica en oro, éstos también trajeron esclavitud a los griegos. Ahora junto a las columnas del templo de Zeus yacen abandonados los despojos de la orgullosa Macedonia
Pausanias, Descripción de Grecia i.13.3

Después del desmantelamiento sistemático de la Hiéra Oikia por la Liga Etolia en 219 a. C., los macedonios reconstruyeron el santuario a una escala más grandiosa: el templo, tetrástilo de orden jónico, era un edificio tripartito (pronao, naos y ádyton).
Varios templos secundarios rodeaban la Hiéra Oikia. Al noreste se alzaba el primer templo de Dione (número 13 del plano): un pequeño edificio dotado de un pronaos tetrástilo jónico, que albergaba las estatua de la diosa en la parte trasera de la cella. Se sabe de manera indirecta que el templo ya existía en la segunda mitad del siglo IV a. C.: los atenienses despacharon allí una embajada para honrar la estatua de Dione, una práctica que Olimpia, la madre de Alejandro Magno condenó como una injerencia en los asuntos de los molosos de Epiro, a los que ella gobernó de 330 a 324 a. C.. El santuario fue abandonado tras su destrucción en 219 a. C.: se construyó un nuevo templo de Dione una decena de metros al sur (número 12 del plano). Se trataba de un pequeño templo próstilo tetrástilo jónico, que constaba de un pronaos y de una cella.
Entre estos dos templos y la puerta este del recinto se encontraba el templo de Heracles (número 14 del plano), erigido durante el reinado de Pirro (297-272 a. C.) en honor del héroe, considerado el ancestro mítico de la  dinastía argéada, la casa real macedonia, la cual se alió con la de los eácidas de Epiro después de la boda de Olimpia y de Filipo II de Macedonia. Era un pequeño templo tetrástilo dórico — el único del santuario — que fue destruido en 219 a. C., más tarde reconstruido con los materiales saqueados en Termo. Fue en parte cubierto por la basílica paleocristiana en la Antigüedad tardía. El templo ha podido ser identificado gracias al descubrimiento de una metopa  que representa a Heracles luchando contra la Hidra de Lerna, así como por diversas ofrendas. Una base del altar descubierto al este del templo estaba probablemente asociada a éste..
Han sido sacados a la luz otros dos templos situados al oeste de la Hiéra Oikia: el templo de Temis (número 10 del plano) estaba según su plano muy próximo del templo nuevo de Dione. La asociación cultual de las dos diosas paredras de Zeus está confirmada por une inscripción oracular de plomo, datada en la primera mitad del siglo III a. C., que menciona esta tríada calificada de dioses naios.
Un poco más lejos, al sureste, un último edificio cultual (número 8 del plano) ha sido identificado como un templo de Afrodita: el culto de esta diosa está atestiguado en Dodona por una inscripción, así como por ofrendas de pequeñas estatuillas de arcilla, en las que está representada sosteniendo en su mano derecha una paloma ante su pecho. Dos tambores de columnas provenientes de este templo fueron reutilizadas en el edificio vecino {número 9 del plano), de función desconocida, de época romana.

### Edificios civiles
El edificio más grande intra muros del santuario era el buleuterio (número 4 del plano) construido al principio del siglo III a. C., al lado del teatro. Era una gran sala rectangular (43,60 x 32,35 m) precedida en la fachada por una  estoa dórica. El tejado de esta imponente construcción era soportado por ocho columnas jónicas dispuestas en tres hileras en la sala. Fue, no obstante, necesario reforzar los muros con 14 contrafuertes para soportar la presión del techo. Este edificio era el lugar de reunión de los miembros del consejo (bouleutas) de la ciudad de los dodoneos: tomaban asiento en bancos de piedra, de los cuales quedan restos in situ, en el lado norte. Los oradores ocupaban su lugar en la parte sur de la estancia, donde también se encontraba un altar dedicado a Zeus Naios y Bouleus, un elemento decisivo en la identificación funcional del edificio. El autor de dicha dedicatoria era un tal Carops, hijo de Macatas, un tesproto mencionado por Plutarco, por haber ayudado a Tito Quincio Flaminino durante la campaña del año 198 a. C. contra Filipo V.
En el exterior del buleuterio, a lo largo de su fachada, han sido halladas cuatro bases grabadas con decretos honoríficos de la Liga epirota. El objeto de dos de los decretos era recompensar con la erección de una estatua de bronce a los generales que habían combatido, una era de los ilirios (c. 230 a. C.), la otra de los Eácidas durante la proclamación de la República epirota (entre 234 y 168 a. C.). Varios fragmentos de estas estatuas han sido hallados en las proximidades de las bases.
El otro gran edificio civil, el pritaneo (números 6 y 7 del plano) estaba a escasa distancia al sur del Buleuterio, al otro lado de la Vía sacra y de la antigua puerta oeste de las murallas, que hizo falta desplazarlas para construir este monumento. En este edificio se reunían los pritanos y los arcontes, magistrados supremos de Dodona. Allí se conservaban los archivos de sus decisiones. El edificio, ordenado en torno a un patio peristilar, fue agrandado a finales del siglo III a. C., mediante la adición de una serie de pequeñas habitaciones cuadradas en su lado norte. Este agrandamiento fue probablemente muy necesario dada la extensión de la Liga epirota hacia el sur en esta época. Destruido en el año 167 a. C., fue mal reparado, pero de la parte norte restan las ruinas.

### Edificios para espectáculos: el teatro y el estadio

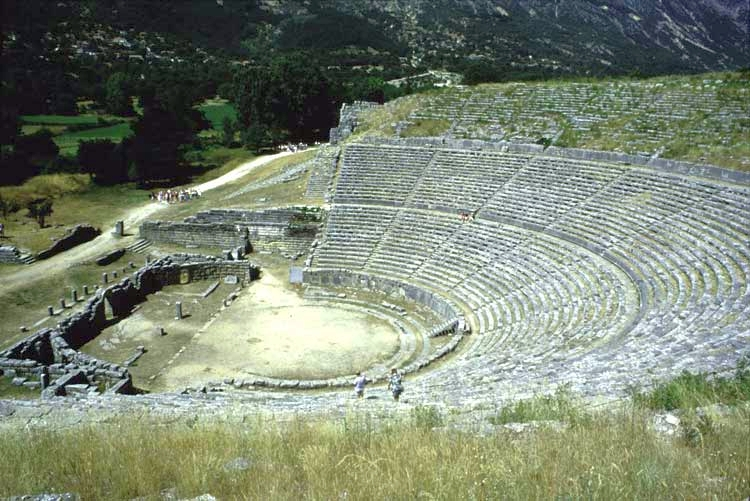
Teatro griego de Dodona.

Los dos edificios más macizos de Dodona estaban situados en el exterior del recinto del santuario, sobre las pendiente suroeste de la colina.
El teatro (número 2 del plano) era uno de los más vastos de Grecia, con un aforo estimado en 17.000 espectadores. Fue construido durante el reinado de Pirro en la pendiente sur de la colina, para albergar la fiesta cuadrienal de las Naia. La colina no era bastante amplia para el edificio y hubo que construir un muro de sostén para retener el terraplén, reforzar la fachada con contrafuertes macizos, de apariencia similar a torres, y que contribuyeron al aspecto monumental e impresionante de la fachada. El auditorio estaba dividido por dos alamedas (diazomata),  en tres zonas respectivamente de 9, 15 y 21 filas de asientos, separados pro escaleras en 9 sectores (cunei) en la parte inferior, y 18 en la superior. Las filas inferiores estaban reservadas a los magistrados, titulares de privilegios y sacerdotes (proedría).
Fueron suprimidos, incluidos el proscenio y la fachada del edificio de la escena, durante la transformación del teatro en arena en la época augústea: se construyó entonces un alto muro de 2,80 m para convertir la orchestra en una vasta arena ovalada, donde podían ser organizados combates de bestias salvajes sin peligro para el público.
Al suroeste del teatro se hallaba el estadio (número 9 del plano), que constaba de 21 o 22 hileras de asientos. Fue construido a principios del siglo III a. C. para acoger los juegos atléticos que acompañaban la festividad de las Naia.

## Exploración arqueológica

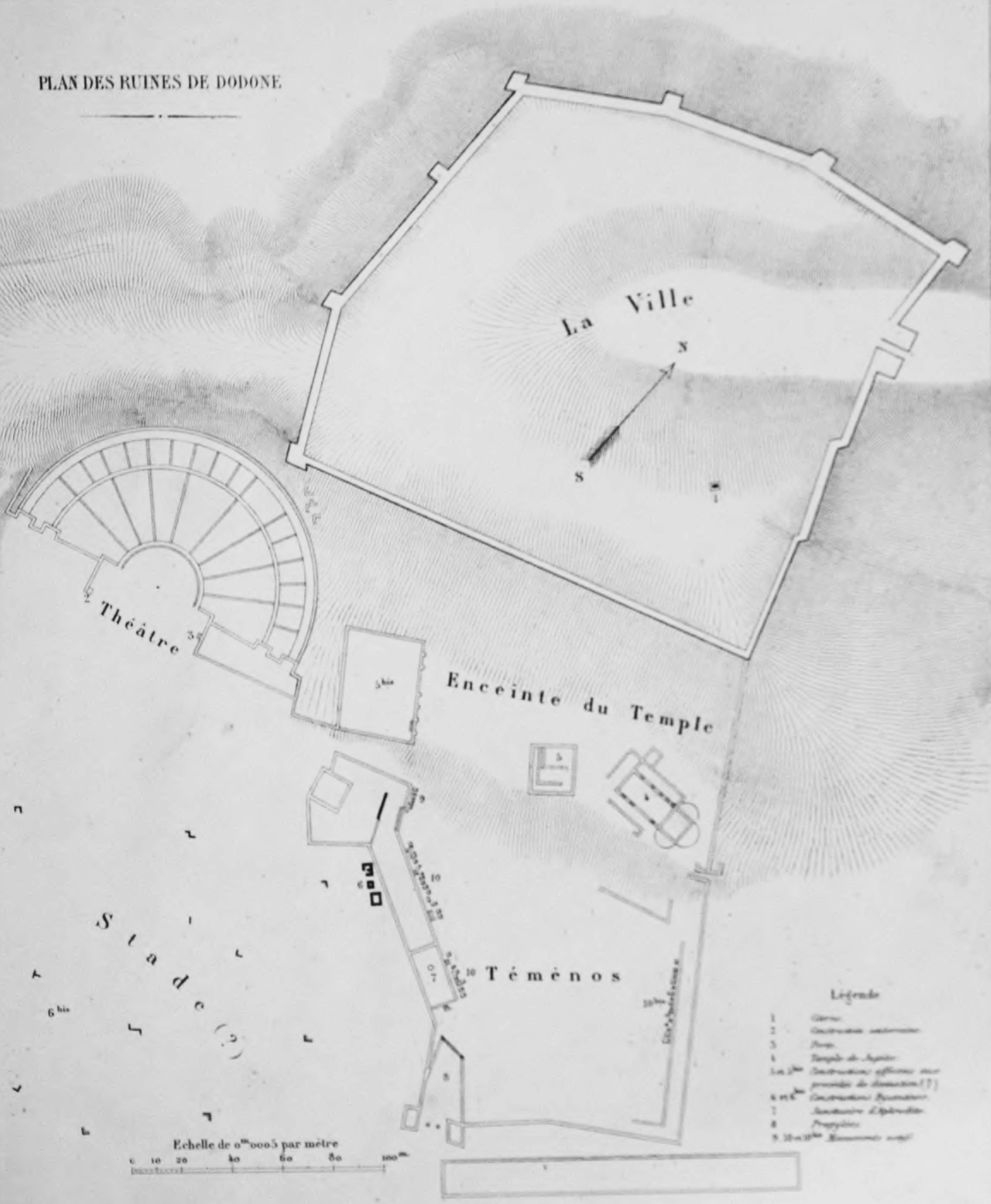
Plano del santuario según las primeras excavaciones.

El sitio arqueológico de Dodona fue identificado por Christopher Wordsworth en 1832.
Las primeras excavaciones sistemáticas del santuario tuvieron lugar desde 1873-1875, bajo la dirección del anticuario y político Konstantinos Karapanos: emprendidas a una escala considerable, sacaron a la luz lo esencial de las estructuras sobre una superficie de 20.000 m², pero no alcanzaron todo los estratos de ocupación, por suerte para los arqueólogos posteriores. No obstante, dichas excavaciones permitieron, gracias al descubrimiento de los decretos epirotas grabados sobre placas de bronce,  así como de numerosas láminas oraculares de plomo, confirmar la identificación del yacimiento con el célebre santuario oracular. El descubrimiento de un depósito importante de este material en las ruinas de la basílica paleocristiana, condujo al arqueólogo a identificarlo erróneamente con el templo de Zeus.
Las excavaciones se reemprendieron después de 1921, bajo la égida de la Sociedad Arqueológica de Atenas, dirigidas por Georgios Soteriades, pero tuvieron que interrumpirse por la Guerra Greco-Turca. Después de una primera serie de campañas en 1929-1932, el arqueólogo Dimitrios Evangelidis relanza de forma decisiva la exploración sistemática del sitio tras la creación de la autoridad arqueológica regional, el XII Eforado de Antigüedades prehistóricas y clásica de Epiro. En los años 50 prosiguió la excavación del santuario, mostrando la continuidad del funcionamiento desde la Edad del Bronce hasta la Antigüedad tardía. Después de su desaparición, Sotiris Dákaris, un colaborador de Evangelidis, retoma la dirección de las excavaciones, de nuevo con el concurso (desde 1981) de la Sociedad Arqueológica de Atenas, hasta su muerte en 2004.
Algunos de los hallazgos se conservan en el Museo Arqueológico Nacional de Atenas y otros en el Museo Arqueológico de Ioánina.